# Marilyn Mills
Marilyn Mills, geboren als Maria Wilhelmina Catharina Bruning (Enschede, 16 november 1903 – Los Angeles, 27 februari 1956) was een in Nederland geboren actrice die actief was in de Amerikaanse stomme filmindustrie. Tussen 1922 en 1927 speelde zij in veertien films. Daarnaast schreef zij een filmscenario en produceerde zij twee films, in 1925 en 1926, via haar eigen productiebedrijf, Marilyn Mills Productions.

## Biografie
Marilyn Mills werd geboren in de Haaksbergerstraat in Enschede, als dochter van banketbakker Hubertus Josephus Gerardus Bruning en Johanna Catharina Lemmens. Ze emigreerde in 1911 met haar ouders naar de Verenigde Staten, waar haar vader aan de slag ging als bakker. Hij werd mede-eigenaar en vicepresident van de bakkersketen Van de Kamp's Bakery in Los Angeles. In 1920 vond naturalisatie plaats.
In de Verenigde Staten noemde ze zich Mary Cecilia Bruning; Marilyn Mills was haar artiestennaam, genoemd naar de Hollandse molens.
Bruning volgde onderwijs aan de Hollywood High School.
Haar eerste optredens vonden plaats met het orkest van de befaamde violist Constantino en met het orkest van de Hollywood High School. Ook trad zij op in het vaudevillecircuit, samen met haar bekende paarden Beverly en Star. Dankzij haar vaardigheid met paarden werd zij regelmatig ingezet als stuntvrouw voor ruiterscènes, onder andere als dubbel voor actrices als Mary Pickford, Florence Vidor, Pola Negri, Greta Garbo en Norma Talmadge.
Haar filmdebuut maakte zij in de western A Western Demon (1922), geproduceerd door Western Feature Productions. In de jaren daarna speelde zij voornamelijk in westerns, waaronder het serial Riders of the Plains (1924), naast Jack Perrin en Ruth Royce, in opdracht van Arrow Film Corporation. Zij trad ook op met haar paarden Beverly en Star in Tricks (1925), een productie van haar eigen bedrijf, Marilyn Mills Productions, Inc. Haar laatste film was The Love of Paquita (1927), waarna zij zich op 25-jarige leeftijd uit de filmwereld terugtrok.

### Marilyn Mills Productions
De filmmaatschappij Marilyn Mills Productions bracht twee films uit: Tricks (1925) en Three Pals (1926). Op verzoek van haar vader, die zijn vader kende, gaf ze de nog jonge Gary Cooper in beide films een bijrol.

### Persoonlijk leven en overlijden
Bruning was gehuwd met producent, regisseur en scenarioschrijver J. Charles Davis II, met wie zij twee zonen kreeg. Zij overleed op 27 februari 1956 in een ziekenhuis in Los Angeles op 52-jarige leeftijd. In haar overlijdensakte wordt haar geboortedatum misspeld als 1 november 1903. Ze werd op 1 maart 1956 begraven op Holy Cross Cemetery in haar woonplaats Culver City, Los Angeles.

## Filmografie (selectie)
- A Western Demon (1922)
- Two Fisted Justice (1924)
- Riders of the Plains (1924), in Nederlands-Indië uitgebracht onder de titel: De Prairieruiters[13]
- Come on Cowboys! (1924), in Nederland uitgebracht onder de titel: Kom op, Cowboys![14]
- Where Romance Rides (1925)
- Tricks (1925) – zij produceerde, speelde de hoofdrol en schreef het scenario onder de naam Mary C. Bruning
- Three Pals (1926) – zij produceerde en speelde de hoofdrol
- The Love of Paquita (1927), in Nederland uitgebracht als Ramon de Dooder[15]; in Suriname als Paquita's Liefde[16]